# Insula Mackenzie King

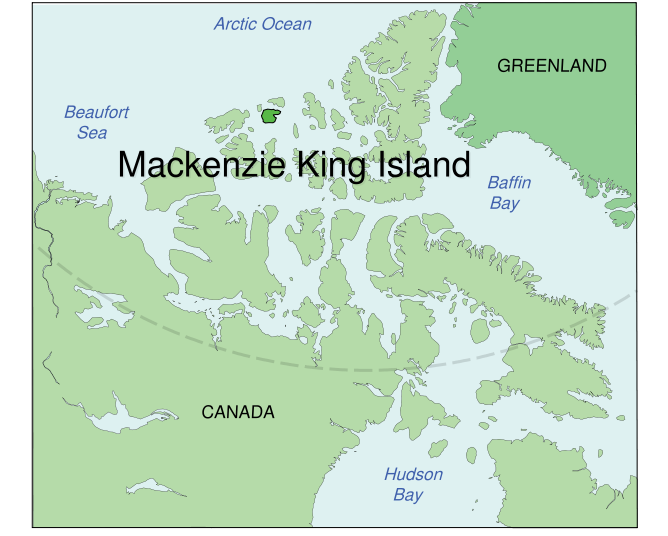
Localizarea insulei Mackenzie King în Arhipelagul Arctic Canadian

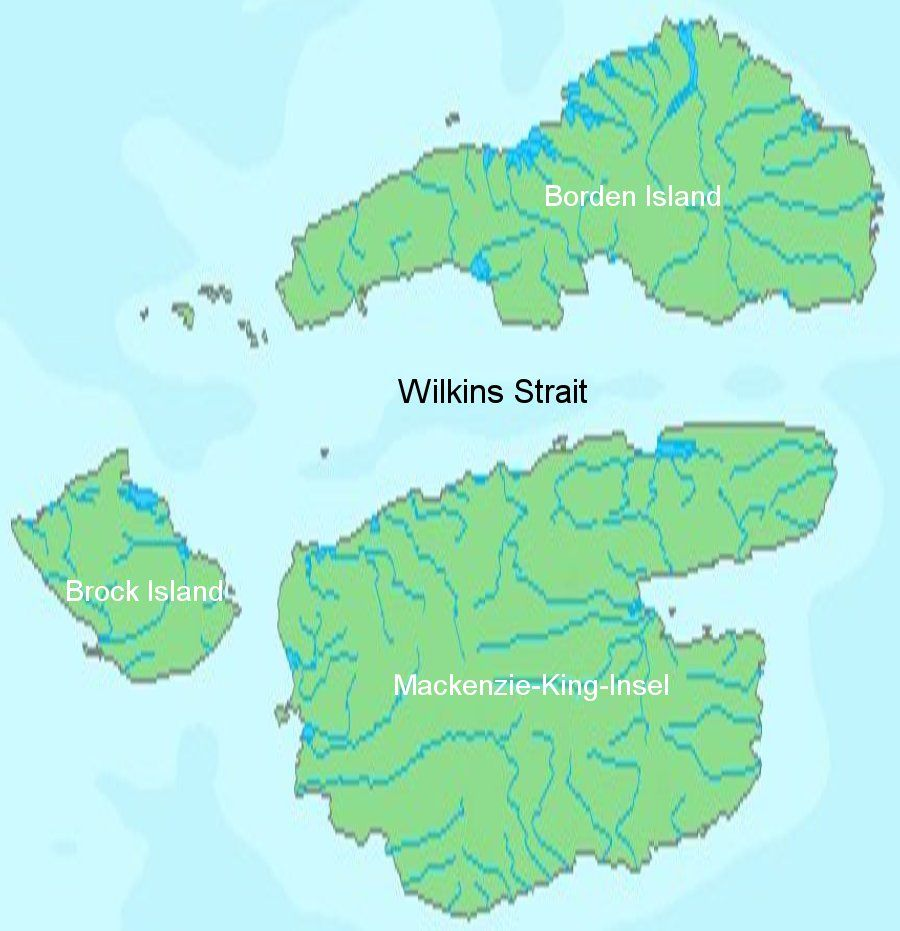
Insulele Mackenzie King, Borden şi Brock

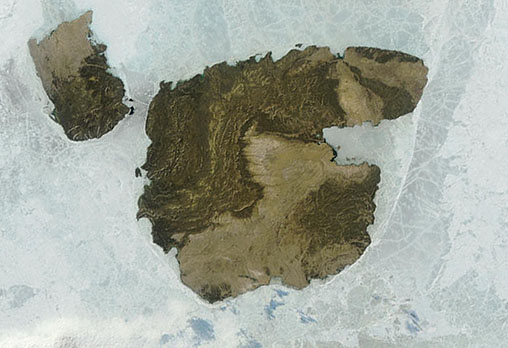
Imagine din satelit a insulei Mackenzie King

Insula Mackenzie King este o insulă nelocuită permanent din Arhipelagul Arctic Canadian, în grupul Insulelor Reginei Elizabeth, divizată administrativ între Teritoriile de Nordvest (cea mai mare parte a insulei) și teritoriul Nunavut (extremitatea nord-estică) din Canada. Cu o suprafață de 5048 km2  ocupă locul 115 în lume și locul 26 în Canada.
Ea este situată la sud de insula Borden, de care este despărțită prin strâmtoarea Wilkins. La nord-vest se află insula Brock, iar la sud-vest și respectiv sud, dincolo de strâmtoarea Hazen, insula Prince Patrick și respectiv insula Melville. La est se află strâmtoarea Maclean și dincolo de ea, insulele Lougheed și Ellef Ringnes.
Insula are în cea mai mare parte un relief plat, doar în unele zone fiind atinse înălțimi de cca. 300 m
Insula a fost descoperită în 1915 de către exploratorul canadian Vilhjalmur Stefansson, care însă a considerat pământul descoperit de el face parte din insula Borden. Eroarea a fost descoperită abia în 1947 în cursul unei survolări a zonei, iar insula a fost numită după fostul prim-ministru canadian William Lyon Mackenzie King.